# Curro Lucena
Francisco de Paula Luna Navarro, de nombre artístico Curro Lucena, es un cantaor flamenco nacido en Lucena (Córdoba) el 1 de septiembre de 1950.
Se inició artísticamente en Madrid, a principios de la década de 1970, compartiendo reuniones de cabales con Pepe el de La Matrona y otros artistas. Debutó en el tablao Zambra, acompañando las conferencias flamencas de Francisco Salgueiro y prestó su voz a experiencias teatrales. Cantaor versátil, obtiene numerosos reconocimientos, entre ellos, el de Mairena del Alcor y el Festival de Cantes de las Minas de La Unión. Su repertorio, que da a conocer a escala internacional, pone el acento en los cantes de Levante y en los estilos de su patria chica, en especial el fandango de Lucena.

## Discografía
- CANTES ANTIGUOS EN LA VOZ JOVEN DE CURRO LUCENA, 1972. Guitarrista: Perico el del Lunar
- EL CANTE DE CURRO LUCENA, 1973. Guitarrista: Perico el del Lunar
- VOZ Y GUITARRA, 1975. Guitarrista: Manolo Sanlúcar
- FLAMENCO, 1977. Guitarrista: Rodrigo de San Diego
- RONDA Y LUCENA, LUCENA Y RONDA, 1985. Guitarrista: Román Carmona
- A RONDA, 1988. Guitarrista: Manolo Franco
- MI AMANTE LA MALAGUEÑA, 1998. Guitarrista: Manolo Franco
- LOS CANTES DE LUCENA, 2002. Guitarrista: Manolo Franco
- MORIRÉ FLAMENCO, 2006. Guitarrista: Ángel Mata
- ANDALUCÍA, OCHO MÁS DOS. Guitarristas: Ángel Mata, Manolo Franco y Román Carmona
- CURRO LUCENA, Inédito y en directo, 2010. 27 Guitarristas
- 40 AÑOS Y SIGO APRENDIENDO, 2012. Guitarrista: Ángel Mata
- ALBA Y LUCÍA, 2014. Guitarrista: Ángel Mata